# Ridderorden in Burundi
Het Koninkrijk Burundi, ook Boeroendi geschreven, werd in 1962 onafhankelijk van België. De koning, Z.M. Mwambutsa IV stelde drie ridderorden in die de val van de Boeroendese monarchie en de moord op de koning niet overleefden.
- De Koninklijke Orde van Prins Rwagasore 1962
- De Koninklijke Orde van de Karyenda 1962
- De Koninklijke Orde van Ruzinko 1962